# 4109 Anokhin
A 4109 Anokhin (ideiglenes jelöléssel 1969 OW) a Naprendszer kisbolygóövében található aszteroida. Bella Burnaseva fedezte fel 1969. július 17-én.